# حائط البطولات (فلم)
حائط البطولات، (بالإنجليزية: Wall of Heroism)، هُوّ فيلم مصري من إنتاج شركة «قطاع الإنتاج» لِعام 1999، ومن إخراج محمد راضي وقصة إبراهيم رشاد وسيناريو وحوار مصطفى بدر ومحمد راضي وإبراهيم رشاد وقام ببطولته كلاً من محمود ياسين وفاروق الفيشاوي وأحمد بدير وحنان ترك وخالد النبوي وعايدة عبد العزيز ومجدي كامل وندى بسيوني ومها أحمد وبهاء ثروت وخليل مرسي وحجاج عبد العظيم وسميرة محسن وثريا إبراهيم وغسان مطر ومحمد خيري وطارق النهري وغادة إبراهيم وأحمد دياب. والفيلم من إنتاج عادل حسني بالاشتراك مع التليفزيون المصري ووصلت ميزانية الإنتاجية في ذلك الوقت إلى 16 مليون جنيه.

## قصة الفيلم
يتناول الفيلم في قالب بانورامي فترة حرب الاستنزاف والعمليات الجوية التي كان يشنها الطيران الإسرائيلي على أهداف عسكرية ومدنية داخل الأراضي المصرية، وتصدى قوات الدفاع الجوي لهذا العدوان المتكرر، ثم عمليات تطوير قوات الدفاع الجوي، وذلك من خلال علاقات إنسانية متشابكة لجنود وضابط يمرون بمراحل تطوير قوات الدفاع الجوي ومراحل بناء حائط الصواريخ، وإسقاط الطائرة الإسرائيلية كوزرا، التي كانت تمثل آنذاك قمة تكنولوجيا الإستطلاع، منهم المقدم جلال الذي يحاول اتمام الزواج من حبيبته رغم ظروف الحرب، والشاويش مجاهد الذي يقسم على الانتقام من قتلة ابنه في مدرسة بحر البقر، وحتى تمكنت من السيطرة على الموقف ونجاحها في إقامة حائط الصواريخ، الذي حمى مصر والذي راح في سبيله العديد من أرواح الجنود البواسل. وكما يتناول الفيلم الجوانب الاجتماعية من حياة الأفراد والضباط بالقوات المسلحة.

## بطولة
| - محمود ياسين: المشير محمد علي فهمي - فاروق الفيشاوي: المقدم جلال أبو سعدة - خالد النبوي: حسن - حنان ترك: نجوى - أحمد بدير: الشاويش مجاهد - مصطفى شعبان: عسكري مصري - مجدي كامل: أمير - ندى بسيوني: أميرة خطيبة جلال - عايدة عبدالعزيز: جولدا مائير | - غسان مطر: موشى ديان - غادة راضى: علياء خطيبة حسن - سميرة محسن: أم حسن - أمل إبراهيم: أم جلال - حجاج عبد العظيم: بلدوزر - شريف عبد المنعم: ظابط أسرائيلي - غادة إبراهيم: سنية زوجة محمد - مها أحمد: زوجة أمير - بهاء ثروت: مدحت زوج نجوى | - محمد خيري: سليم - خليل مرسي: ظابط مصري - فكري أباظة: دكتور مجدي - آلان زغبي: جنرال إسرائيلي - طارق النهري: ظابط مصري - حمدي هيكل: رزق - جورج سعد - حسين الشربيني: شاكر والد أميرة - ليلى جمال: زوجة شاكر | - مخلص البحيري: والد علياء - ثريا إبراهيم: أم علياء - أحمد دياب: العميد سمير - صلاح فتحي - عمرو مهدي - يوسف العسال: ظابط أسرائيلي - محمد جمعة: ضابط الاتصال - عمر سلطان: أبا ايبان - محمد صبرى |

بالاشتراك مع:
خالد يوسف - إيمان الشرقاوي - محمد شاهين - هشام أبو العزم - إبراهيم رشاد - محمد فراس - هشام بكري - أحمد طلبة - عمرو توفيق - طاهر اباظة - احمد عطية - بهاء عياد - كمال الديساوي - محسن ممدوح - أشرف شحاتة - صباح محمد
الأطفال: جوزيف وهبة - أحمد سمير - إيريني أديب

## منع الفيلم
قام الرئيس الأسبق حسني مبارك بِمنع الفيلم من العرض لمدة 12 عاماً قيل لأنّه لم يُبرز دوره الخاص في حرب أكتوبر أثناء مجريات الفيلم، وقيل لأنّ الفيلم كان يتحدث عن سلاح الدفاع الجوي، وهو يرفض ذلك ، وقيل أيضاً أنّ سبب منع الفيلم كل هذه المدة كون الفيلم ينسب فوز مصر في حرب 6 أكتوبر إلى سلاح الدفاع الجوي ولم يشر بأي طريقة لسلاح الطيران ودوره في الحرب مما دفع الرئيس مبارك إلى منع الفيلم على نحو غير مباشر. وتمّ إصدار الفيلم في 12 نوفمبر، 2014 ضمن فعاليات مهرجان القاهرة السينمائي الدولي.

## روابط خارجية
- مقالات تستعمل روابط فنية بلا صلة مع ويكي بيانات